# هوغو كسياس
هوغو كسياس (بالإسبانية: Hugo Casillas)‏ هو لاعب كرة قدم مكسيكي في مركز الدفاع، ولد في 8 ديسمبر 1981 في غوادالاخارا في المكسيك. لعب مع نادي أونيفرسيداد ناسيونال ونادي تيكوس.